# Eritroblastopenia congénita de Blackfan-Diamond
La eritroblastopenia congénita de Blackfan-Diamond, anemia de Diamond-Blackfan (ADB), anemia aneritroblástica, anemia hipoplásica eritroide congénita, aplasia pura de serie eritroide, síndrome de Aase o síndrome de Aase-Smith es una enfermedad genética del grupo de los síndromes de fallo medular hereditario, caracterizada por anemia, malformaciones congénitas y una predisposición mayor a padecer cáncer.
La anemia se presenta antes de los dos años de edad, manifestándose como palidez y disnea, especialmente durante la succión. No se presenta con crecimiento de órganos abdominales ni otros signos clínicos.  Los glóbulos blancos y plaquetas no se afectan. Más de la mitad de los pacientes se presenta con estatura baja y malformaciones congénitas craneofaciales, de los pulgares o urogenitales.
Es una enfermedad rara, hereditaria caracterizada por anemia asociada a malformaciones articulares y esqueléticas. Se trata de una enfermedad autosómica dominante. La alteración genética es desconocida. La anemia es causada por una displasia de médula ósea. El nombre síndrome de Aase-Smith se le dio en honor de los pediatras estadounidenses Jon Morton Aase y David Weyhe Smith.
La anemia se debe a una alteración en el desarrollo de los eritroblastos, concretamente a nivel de los proeritroblastos, con normalidad de la maduración mielocítica y megacariocítica. Se presenta con macrocitosis y reticulocitopenia.

## Etiopatogenia
Se trata de una enfermedad genética con herencia autosómica recesiva o dominante, pero también hay muchos casos esporádicos. No presenta las anomalías cromosómicas tan típicas de la anemia de Fanconi. La eritroblastopenia congénita fue atribuida a diferentes anomalías, como defectos del metabolismo, mecanismos inmunitarios, o fallos del receptor de la eritropoyetina. Se cree que la anomalía radica en la propia célula progenitora aunque no está identificada. Históricamente llamó la atención la elevada concentración del antígeno-i presente en los hematíes de estos enfermos, pero no se conoce el significado de este hallazgo.

## Cuadro clínico
El comienzo de las manifestaciones clínicas es más precoz que en la anemia de Fanconi, generalmente aparece a los tres meses de edad como una grave anemia sin reticulocitosis, pero que ya puede estar presente al nacimiento.
Algunos niños presentan anomalías fenotípicas en la exploración que apoyan una base genética ayudan al diagnóstico, por lo que deben buscarse atentamente. Así, se han descrito talla baja, paladar hendido, pulgar trifalángico, etc.
La anemia es normocítica y normocrómica pero se acaba haciendo macrocítica, hay un discreto aumento de la HbF y los niveles de eritropoyetina están elevados, quizás como mecanismo compensatorio, lo que apoya que el proceso no esté causado por la deficiencia de este factor. La seri blanca es normal así como las plaquetas, no siendo rara la detención de una trombosis, siempre difícil de interpretar pero que podría deberse al aumento de factores estimuladores hematopoyéticos-

### Síntomas
- Alteración en crecimiento
- Palidez cutánea
- Retraso en el cierre de fontanelas
- Hombros estrechos
- Triple articulación del pulgar, pequeños o ausentes nudillos, disminución de pliegues cutáneos en articulaciones de los dedos
- Imposibilidad de extensión articular desde nacimiento (contractura congénita)
- Paladar hendido
- Deformidad en pabellones auriculares

## Diagnóstico
El diagnóstico diferencial más delicado es con la eritroblastopenia transitoria del lactante y con las eritroblastopenias secundarias a infecciones víricas. La evolución acabará aclarando las dudas, pero mientras eso ocurra los datos que sugieren una forma transitoria serán el comienzo más tardío, la posible relación con una infección vírica, ausencia del antígeno-i y niveles normales de HbF. La diferenciación con otras formas secundarias de anemias hemolíticas, tumores, nefropatías, medicamentos, etc., es más fácil.

### Exámenes
- Hemograma: anemia y disminución de leucocitos (leucopenia).
- Ecocardiograma puede revelar defectos cardíacos (lo más frecuente defectos en septos ventricular).
- Radiografía para el estudio de anormalidades óseas.
- Biopsia de médula ósea.

## Tratamiento
El tratamiento de elección son los corticoides a dosis altas (prednisona a 2-4 mg/kg/d) con lo que al mes se consigue la remisión de más del 65-75% de los casos. Por desgracia en la mayoría de enfermos hay que mantener unos niveles mínimos de corticoterapia toda la vida.
En los pacientes corticoresistentes se prueba primero con andrógenos, pero es común tener que transfundir hematíes periódicamente lo que conlleva un alto riesgo de hipersideremia y obliga a asociar quelantes férricos como la desferrioxamina. En los casos con pobre respuesta a la terapia habitual se está ensayando el trasplante de médula ósea.
Se comunicaron remisiones espontáneas de la anemia de Blackfan-Diamond, pero hay que ponerlo en duda porque siempre es posible una confusión con la eritroblastopenia transitoria del lactante.
El trasplante de células madre del cordón umbilical es un tratamiento con un porcentaje bastante alto de éxito y que, desde hace varios años, supone una solución fiable a esta afección. Teniendo en cuenta que sólo 1 de cada 120.000 personas padecen esta dolencia rara, es una enfermedad que se trata habitualmente siempre y cuando se encuentre el donante más compatible.